# Givenchy

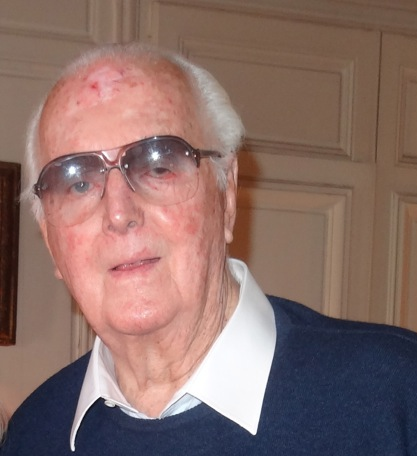
Hubert de Givenchy 2014-ben

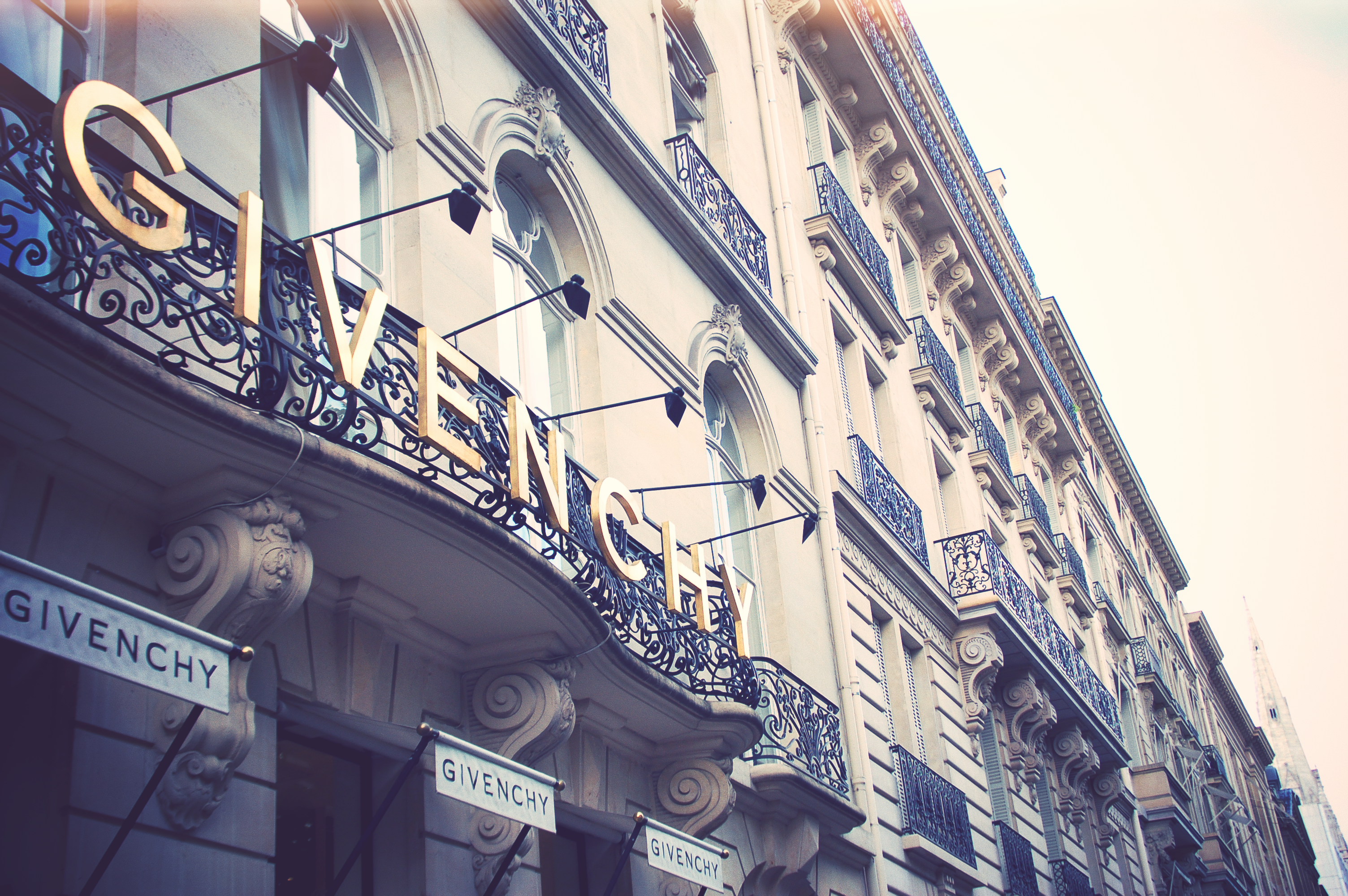

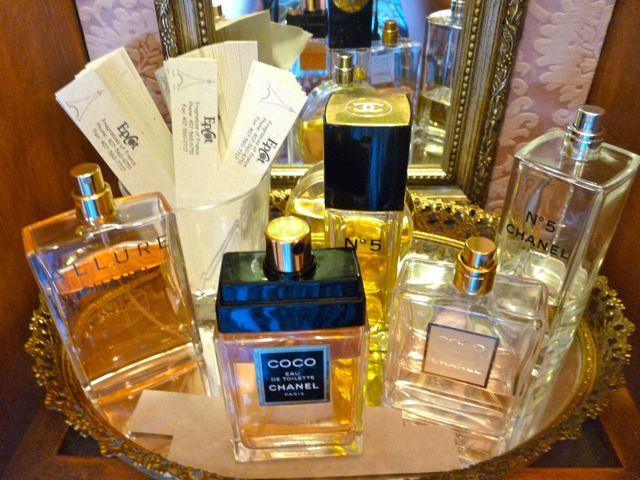

A Givenchy (IPA: [ʒivɑ̃ʃi]) egy főként parfümöket és kozmetikumokat forgalmazó francia divatház illetve márkanév.  Ma a luxustermékeket gyártó LVMH tulajdonát képezi.

## Hubert de Givenchy korszaka (1952–1995)
A céget 1952-ben Jean-Claude Taffin de Givenchy, Givenchy  márkija (1925-2009) és  Hubert de Givenchy, Givenchy comte-ja (1927. február 20. -2018. március 10.) alapította.
Hubert Givenchy idejében a márka ismert volt modern, nőies stílusáról. Audrey Hepburn volt a Givenchy leghíresebb ügyfele. Olyan filmekben hordta a ruhákat,  mint a Sabrina, amiért Edith Head-et jelmeztervezés kategóriában  Oscar-díjra jelölték; vagy a Hogyan lopjunk egymilliót? és az Álom luxuskivitelben.  Híres vásárlói voltak a Guinness, a Grimaldi és a Kennedy családok tagjai is. Hubert de Givenchy 1995-ben vonult vissza.

## Női ruházat, 1995-től napjainkig
Givenchy nyugdíjba vonulása után John Galliano vette át a helyét. Galliano csak két évig dolgozott itt, aztán átment Christian Dior-hoz, és a helyét Alexander McQueen vette át. 2001-ben Julien McDonald tervezőt kinevezték művészeti igazgatónak. A vezetést végül 2005-ben mindkét kollekcióért továbbadták Riccardo Tiscinek, amikor ő a női részleg főtervezője lett. Tisci látszólagos vonzódása a gótikus stílus felé (sötét, vontatott ruhák betegnek kinéző modelleken) és tér-kor minimalizmus felé (egy konfekciós bemutatót fehérbe öltözött modellek adtak elő, akik céltalanul sodródnak egy fehér gömb körül) felkeltette az érdeklődést a márka iránt.

## Külső hivatkozások
- Hivatalos honlap (angolul)